# Robbie Savage
Robert William Savage (Wrexham, 18 ottobre 1974) è un allenatore di calcio ed ex calciatore gallese, di ruolo centrocampista, tecnico del Forest Green.

## Carriera

### Club
Savage iniziò a giocare nel Manchester United, ma venne svincolato e firmò quindi per il Crewe, dove restò fino al 1997, anno in cui si trasferì al Leicester City.

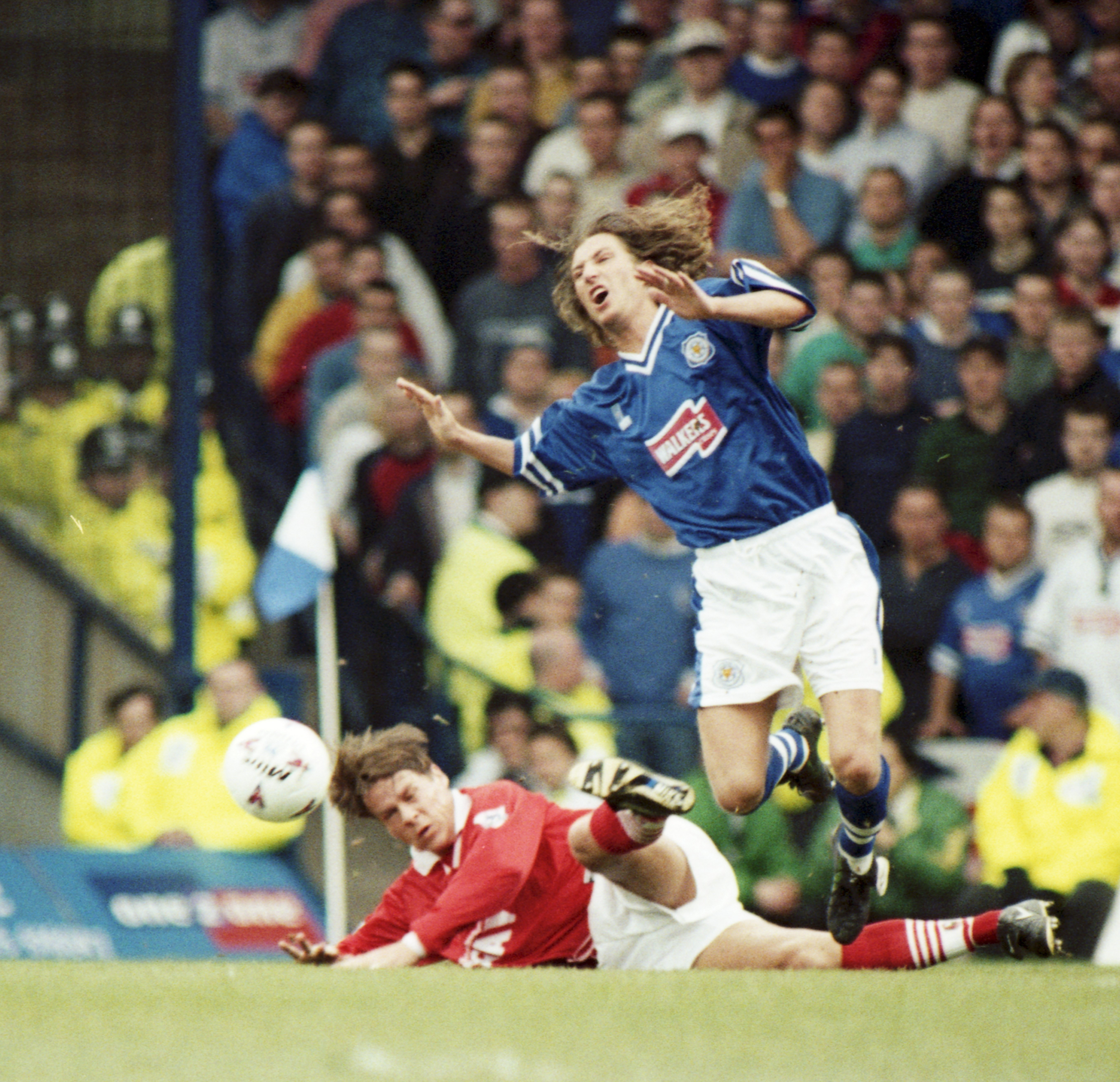
Savage in azione al Leicester City nella stagione 1997-1998

Trascorse cinque anni al Leicester, dove viene ricordato come un centrocampista combattivo, leale e fiero. Nel 1999, raggiunse la finale di Coppa di Lega contro il Tottenham, partita in cui si infortunò seriamente.
Nel 2002, passò al Birmingham City. Per i Blues, giocò 82 partite condite da 11 reti. All'inizio del 2005, però, chiese di lasciare il club, per trasferirsi più vicino ai suoi parenti, che vivevano a Wrexham. Firmò quindi per il Blackburn.
Nel periodo al Blackburn, ha confermato le sue doti di grande centrocampista di contenimento, anche se a volte un po' falloso. Il 16 giugno 2008 è ufficializzato il suo passaggio al Derby County. Nella sua biografia "Chi nasce quadrato non muore tondo", Gennaro Gattuso lo paragona un po' a sé stesso così come Michael Essien (allora al Chelsea) e Sulley Muntari (allora all'Udinese).

### Nazionale
Ha giocato per la nazionale gallese dal 1995 al 2004 ed è stato utilizzato in 39 partite, condite da 2 reti. Nel settembre 2004 Savage accusò la FIFA di violazione dei diritti umani, causa un'espulsione subita in un incontro con la nazionale. Prima di un incontro tra Italia e Galles, durante un'intervista, invitato dal conduttore a indossare la maglia di Paolo Maldini la gettò a terra, per questo venne cacciato dal ritiro gallese.

## Statistiche

### Cronologia presenze e reti in nazionale
| Cronologia completa delle presenze e delle reti in nazionale ― Galles | Cronologia completa delle presenze e delle reti in nazionale ― Galles | Cronologia completa delle presenze e delle reti in nazionale ― Galles | Cronologia completa delle presenze e delle reti in nazionale ― Galles | Cronologia completa delle presenze e delle reti in nazionale ― Galles | Cronologia completa delle presenze e delle reti in nazionale ― Galles | Cronologia completa delle presenze e delle reti in nazionale ― Galles | Cronologia completa delle presenze e delle reti in nazionale ― Galles |
| Data                                                                  | Città                                                                 | In casa                                                               | Risultato                                                             | Ospiti                                                                | Competizione                                                          | Reti                                                                  | Note                                                                  |
| --------------------------------------------------------------------- | --------------------------------------------------------------------- | --------------------------------------------------------------------- | --------------------------------------------------------------------- | --------------------------------------------------------------------- | --------------------------------------------------------------------- | --------------------------------------------------------------------- | --------------------------------------------------------------------- |
| 15-11-1995                                                            | Tirana                                                                | Albania                                                               | 1 – 1                                                                 | Galles                                                                | Qual. Euro 1996                                                       | -                                                                     | 63’                                                                   |
| 24-4-1996                                                             | Ginevra                                                               | Svizzera                                                              | 2 – 0                                                                 | Galles                                                                | Amichevole                                                            | -                                                                     | 65’                                                                   |
| 2-6-1996                                                              | Serravalle                                                            | San Marino                                                            | 0 – 5                                                                 | Galles                                                                | Qual. Mondiali 1998                                                   | -                                                                     | 83’                                                                   |
| 11-2-1997                                                             | Cardiff                                                               | Galles                                                                | 0 – 0                                                                 | Irlanda                                                               | Amichevole                                                            | -                                                                     | 88’                                                                   |
| 27-5-1997                                                             | Kilmarnock                                                            | Scozia                                                                | 0 – 1                                                                 | Galles                                                                | Amichevole                                                            | -                                                                     |                                                                       |
| 20-8-1997                                                             | Istanbul                                                              | Turchia                                                               | 6 – 4                                                                 | Galles                                                                | Qual. Mondiali 1998                                                   | 1                                                                     |                                                                       |
| 11-10-1997                                                            | Bruxelles                                                             | Belgio                                                                | 3 – 2                                                                 | Galles                                                                | Qual. Mondiali 1998                                                   | -                                                                     | 90’                                                                   |
| 25-3-1998                                                             | Cardiff                                                               | Galles                                                                | 0 – 0                                                                 | Giamaica                                                              | Amichevole                                                            | -                                                                     |                                                                       |
| 6-6-1998                                                              | Tunisi                                                                | Tunisia                                                               | 4 – 0                                                                 | Galles                                                                | Amichevole                                                            | -                                                                     |                                                                       |
| 5-9-1998                                                              | Liverpool                                                             | Galles                                                                | 0 – 2                                                                 | Italia                                                                | Qual. Euro 2000                                                       | -                                                                     | 80’                                                                   |
| 10-10-1998                                                            | Copenaghen                                                            | Danimarca                                                             | 1 – 2                                                                 | Galles                                                                | Qual. Euro 2000                                                       | -                                                                     | 24’                                                                   |
| 14-10-1998                                                            | Cardiff                                                               | Galles                                                                | 3 – 2                                                                 | Bielorussia                                                           | Qual. Euro 2000                                                       | -                                                                     |                                                                       |
| 31-3-1999                                                             | Zurigo                                                                | Svizzera                                                              | 2 – 0                                                                 | Galles                                                                | Qual. Euro 2000                                                       | -                                                                     | 58’                                                                   |
| 9-10-1999                                                             | Wrexham                                                               | Galles                                                                | 0 – 2                                                                 | Svizzera                                                              | Qual. Euro 2000                                                       | -                                                                     |                                                                       |
| 29-3-2000                                                             | Wrexham                                                               | Galles                                                                | 1 – 2                                                                 | Finlandia                                                             | Amichevole                                                            | -                                                                     | 71’ 79’                                                               |
| 23-5-2000                                                             | Cardiff                                                               | Galles                                                                | 0 – 3                                                                 | Brasile                                                               | Amichevole                                                            | -                                                                     | 47’ 75’                                                               |
| 2-9-2000                                                              | Minsk                                                                 | Bielorussia                                                           | 2 – 1                                                                 | Galles                                                                | Qual. Mondiali 2002                                                   | -                                                                     | 62’                                                                   |
| 7-10-2000                                                             | Cardiff                                                               | Galles                                                                | 1 – 1                                                                 | Norvegia                                                              | Qual. Mondiali 2002                                                   | -                                                                     |                                                                       |
| 11-10-2000                                                            | Bydgoszcz                                                             | Polonia                                                               | 0 – 0                                                                 | Galles                                                                | Qual. Mondiali 2002                                                   | -                                                                     | 27’                                                                   |
| 2-6-2001                                                              | Cardiff                                                               | Galles                                                                | 1 – 2                                                                 | Polonia                                                               | Qual. Mondiali 2002                                                   | -                                                                     | 15’ 85’                                                               |
| 1-9-2001                                                              | Swansea                                                               | Galles                                                                | 0 – 0                                                                 | Armenia                                                               | Qual. Mondiali 2002                                                   | -                                                                     |                                                                       |
| 5-9-2001                                                              | Oslo                                                                  | Norvegia                                                              | 3 – 2                                                                 | Galles                                                                | Qual. Mondiali 2002                                                   | 1                                                                     | 18’                                                                   |
| 13-2-2002                                                             | Cardiff                                                               | Galles                                                                | 1 – 1                                                                 | Argentina                                                             | Amichevole                                                            | -                                                                     | 5’ 90’                                                                |
| 27-3-2002                                                             | Cardiff                                                               | Galles                                                                | 0 – 0                                                                 | Rep. Ceca                                                             | Amichevole                                                            | -                                                                     | 73’                                                                   |
| 14-5-2002                                                             | Wrexham                                                               | Galles                                                                | 1 – 0                                                                 | Germania                                                              | Amichevole                                                            | -                                                                     |                                                                       |
| 7-9-2002                                                              | Helsinki                                                              | Finlandia                                                             | 0 – 2                                                                 | Galles                                                                | Qual. Euro 2004                                                       | -                                                                     |                                                                       |
| 16-10-2002                                                            | Cardiff                                                               | Galles                                                                | 2 – 1                                                                 | Italia                                                                | Qual. Euro 2004                                                       | -                                                                     | 20’                                                                   |
| 12-2-2003                                                             | Cardiff                                                               | Galles                                                                | 2 – 2                                                                 | Bosnia ed Erzegovina                                                  | Amichevole                                                            | -                                                                     | 88’                                                                   |
| 29-3-2003                                                             | Cardiff                                                               | Galles                                                                | 4 – 0                                                                 | Azerbaigian                                                           | Qual. Euro 2004                                                       | -                                                                     | 19’                                                                   |
| 20-8-2003                                                             | Belgrado                                                              | Serbia e Montenegro                                                   | 1 – 0                                                                 | Galles                                                                | Qual. Euro 2004                                                       | -                                                                     |                                                                       |
| 6-9-2003                                                              | Milano                                                                | Italia                                                                | 4 – 0                                                                 | Galles                                                                | Qual. Euro 2004                                                       | -                                                                     | 26’                                                                   |
| 15-11-2003                                                            | Mosca                                                                 | Russia                                                                | 0 – 0                                                                 | Galles                                                                | Qual. Euro 2004                                                       | -                                                                     | 69’                                                                   |
| 19-11-2003                                                            | Cardiff                                                               | Galles                                                                | 0 – 1                                                                 | Russia                                                                | Qual. Euro 2004                                                       | -                                                                     | 57’                                                                   |
| 18-2-2004                                                             | Cardiff                                                               | Galles                                                                | 4 – 0                                                                 | Scozia                                                                | Amichevole                                                            | -                                                                     | 72’                                                                   |
| 31-3-2004                                                             | Budapest                                                              | Ungheria                                                              | 1 – 2                                                                 | Galles                                                                | Amichevole                                                            | -                                                                     | 86’                                                                   |
| 18-8-2004                                                             | Riga                                                                  | Lettonia                                                              | 0 – 2                                                                 | Galles                                                                | Amichevole                                                            | -                                                                     | 17’ 46’                                                               |
| 4-9-2004                                                              | Baku                                                                  | Azerbaigian                                                           | 1 – 1                                                                 | Galles                                                                | Qual. Mondiali 2006                                                   | -                                                                     |                                                                       |
| 8-9-2004                                                              | Cardiff                                                               | Galles                                                                | 2 – 2                                                                 | Irlanda del Nord                                                      | Qual. Mondiali 2006                                                   | -                                                                     | 9’                                                                    |
| 13-10-2004                                                            | Cardiff                                                               | Galles                                                                | 2 – 3                                                                 | Polonia                                                               | Qual. Mondiali 2006                                                   | -                                                                     | 45’                                                                   |
| Totale                                                                |                                                                       | Presenze                                                              | 39                                                                    |                                                                       | Reti                                                                  | 2                                                                     |                                                                       |

## Palmarès

### Giocatore

#### Competizioni nazionali
- Coppa di Lega inglese: 1

Leicester City: 1999-2000

#### Competizioni giovanili
- FA Youth Cup: 1

Manchester United: 1991-1992

### Allenatore

#### Competizioni nazionali
- Northern Premier League: 1

Macclesfield FC: 2024-2025